# Cleidogona godmani
Cleidogona godmani är en mångfotingart som beskrevs av Pocock 1903. Cleidogona godmani ingår i släktet Cleidogona och familjen Cleidogonidae. Inga underarter finns listade i Catalogue of Life.